# Luis Herrera (Fußballspieler, 1962)
Luis Fernando Herrera Arango (* 12. Juni 1962 in Medellín) ist ein ehemaliger kolumbianischer Fußballspieler und -trainer. Der rechte Außenverteidiger spielte 61-mal für die Nationalmannschaft.

## Karriere

### Verein
Luis Herrera, auch unter dem Namen Chonto bekannt, debütierte 1981 bei Independiente Medellín. Über die Stationen Atlético Bucaramanga und América de Cali kam er 1987 zu Atlético Nacional, mit dem er große Erfolge errang. Im Juni nach seinem Wechsel wurde er Nationalspieler und gewann die Copa Libertadores 1989, in deren Finale der paraguayische Vertreter Club Olimpia nach Elfmeterschießen bezwungen wurde. Im anschließenden Jahr entschied das Team aus Kolumbien auch die Copa Interamericana für sich. Zudem gewann er mit Nacional die Meisterschaften 1991 und 1994. Nach der Zeit bei Nacional kehrte er zu Stadtrivale Independiente Medellín zurück und ließ seine Karriere ausklingen.

### Nationalmannschaft
Herrera debütierte im Juni 1987 für die Nationalmannschaft beim Freundschaftsspiel gegen Ecuador. Einen Monat später nahm er an der Copa América 1987 teil und erreichte den dritten Turnierplatz. Er kam in zwei Gruppenspielen, im Halbfinale und im Spiel um dritten Platz zum Einsatz. Herrera wurde für den Kader zur Fußball-Weltmeisterschaft 1990 in Italien nominiert und bestritt alle Spiele Kolumbiens. Die Cafeteros kamen ins Achtelfinale, in dem sie gegen die Überraschungsmannschaft aus Kamerun mit 1:2 nach Verlängerung ausschieden. In den Folgejahren spielte er bei den Südamerikameisterschaften 1991 und 1993 weitere elf Partien. Für die Fußball-Weltmeisterschaft 1994 stand er erneut im Kader Kolumbiens und bestritt alle drei Gruppenspiele, jedoch schied Kolumbien mit einem Sieg und zwei Niederlagen aus. Sein letztes Länderspiel bestritt Herrera im Juni 1996 in der Qualifikation zur Weltmeisterschaft 1998 gegen Peru. Insgesamt absolvierte der Außenverteidiger 61 Länderspiele, in denen er ohne Torerfolg blieb.

### Trainer
Zwischen 1998 und 2008 lebte Herrera in den USA, wo er für Jugendmannschaften in New York und Miami arbeitete. Gleichzeitig gründete er seine eigene Fußballschule, die Chonto Herrera Soccer Academy. Mitte 2008 kehrte er nach Kolumbien zurück und war bis 2012 Assistenztrainer von Alexis García bei La Equidad. Von 2013 bis 2017 unterstützte er Leonel Álvarez als Co-Trainer bei Deportivo Cali, Independiente Medellín und dem paraguayischen Verein Cerro Porteño. Im März 2019 wurde er als Cheftrainer von Atlético Huila vorgestellt. Dieses Amt bekleidete er bis zum August 2019, als er durch Luis Bernal ersetzt wurde.

## Erfolge
Atlético Nacional
- Sieger der Copa Libertadores: 1989
- Sieger der Copa Interamericana: 1990
- Kolumbianischer Meister: 1991, 1994